# Богадельня братьев Боевых
Богадельня братьев Боевых — комплекс зданий в Москве по адресу улица Стромынка, дом 10, строение 1. Имеет статус объекта культурного наследия регионального значения.

## История
Во второй половине XIX — начале XX веков в районе Сокольников часто строились социальные учреждения — больницы, богадельни и приюты. Деньги на большую их часть выделяли состоятельные благотворители, к которым относились и братья Боевы. Основную долю средств на строительство богадельни на выделенном городскими властями участке Сокольничьего поля внёс купец 1-й гильдии, потомственный почётный гражданин Николай Иванович Боев. Напротив владения располагалась недавно возведённая Бахрушинская больница, а граничащие с участком две небольшие улицы получили названия в честь благотворителей 1-я и 2-я Боевская.

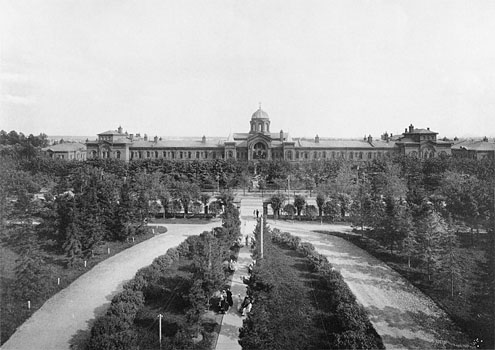
Богадельня с парком в альбоме зданий Московского городского управления 1913 года

Проект комплекса богадельни выполнил архитектор А. Л. Обер, он решён в формах эклектики с использованием элементов русского стиля. Стоящее вдоль улицы чуть в глубине участка вытянутое главное здание богадельни выстроено в два этажа и симметрично в плане. Над ним возвышается купол домовой церкви Николая Чудотворца (которого Н. И. Боев считал своим небесным покровителем), в церкви устроены приделы в честь Св. Петра и Св. Елизаветы. Согласно изначальному плану домовая церковь была рассчитана только на жильцов богадельни, однако затем Боев решил сделать её доступной для всех желающих, в результате вместимость церкви была увеличена до ста человек. Храм был богато отделан изнутри, иконостас был выполнен из мрамора. Согласно завещанию Боев был похоронен внутри церкви. Справа и слева от главного здания богадельни были возведены два жилых дома с бесплатными квартирами для бедных семей, чуть позже к богадельне добавилось здание начального училища.
Богадельня была предназначена для призрения «бедных лиц обоего пола, неспособных к труду». Средства на содержание богадельни также выделил Н. И. Боев, а заведовало учреждением Московское городское управление. С приходом советской власти богадельня была закрыта, а в её здании разместилась туберкулёзная больница, Городской научно-практический центр борьбы с туберкулезом работает здесь до настоящего времени. Домовая церковь после революции также была закрыта, крест с купола снят, а внутреннее убранство уничтожено, помещение церкви использовалось как конференц-зал. Могила Боева, вероятно, тоже утрачена. Сейчас в алтарной части храма вновь проводятся богослужения, однако исходный облик храма не восстановлен.